# Kazimierz Biskupi (gmina)
Kazimierz Biskupi est une gmina rurale du powiat de Konin, Grande-Pologne, dans le centre-ouest de la Pologne. Son siège est le village de Kazimierz Biskupi, qui se situe environ 13 km au nord-ouest de Konin et 86 km à l'est de la capitale régionale Poznań.
La gmina couvre une superficie de 107,7 km2 pour une population de 11 467 habitants en 2016.

## Géographie
| - Plan de la gmina. - Position de la gmina sur la carte du powiat. |

La gmina inclut les villages et les localités de :
- Anielewo
- Bielawy
- Bieniszew-Klasztor
- Bochlewo
- Borowe
- Cząstków
- Daninów
- Dębówka
- Dobrosołowo
- Jóźwin
- Kamienica
- Kazimierz Biskupi
- Komorowo
- Kozarzew
- Kozarzewek
- Ludwików
- Nieświastów
- Olesin
- Olszowe
- Posada
- Sokółki
- Stefanowo
- Tokarki
- Wieruszew
- Władzimirów
- Wola Łaszczowa
- Wygoda

### Gminy voisines
La gmina de Grodziec est bordée :
- de la ville de :
  - Konin
- des gminy de :
  - Golina
  - Kleczew
  - Ostrowite
  - Ślesin
  - Słupca

## Structure du terrain
D'après les données de 2002, la superficie de la commune de Kazimierz Biskupi est de 107,96 km2, répartis comme tel :
- terres agricoles : 43 %
- forêts : 26 %

La commune représente 6,84 % de la superficie du powiat.

## Démographie
Données du 31 décembre 2011 :
| Description        | Total  | Total  | Femmes | Femmes | Hommes | Hommes |
| ------------------ | ------ | ------ | ------ | ------ | ------ | ------ |
| Unité              | Nombre | %      | Nombre | %      | Nombre | %      |
| population         | 11 112 | 100    | 5 573  | 50,15  | 5 539  | 49,85  |
| Densité (hab./km²) | 102,92 | 102,92 | 51,62  | 51,62  | 51,30  | 51,30  |